# Reichskammergericht
Reichskammergericht (latinsko Iudicium imperii, slovensko Cesarsko komorno sodišče) je bilo ena od dveh najvišjih sodnih ustanov v Svetem rimskem cesarstvu. Druga je bila Reichshofrat (Dvorni svet cesarstva) na Dunaju. 
Reichskammergericht je bil ustanovljen leta 1495 na državnem zboru v Wormsu. Pri Cesarskem komornem sodišču so se lahko sprožili vsi sodni postopki v Svetem rimskem cesarstvu. Izjema so bila ozemlja, na katerih je imel vladar tako imenovani »privilegij brez pritožbe« (Privilegium de non appellando). V tem primeru je najvišjo sodno institucijo ustanovil vladar tega ozemlja. Druga izjema je bilo kazensko pravo, v katero je Cesarsko komorno sodišče lahko poseglo le, če so bila kršena osnovna procesna pravila.
Cesarsko komorno sodišče je bilo zaradi dolgotrajnosti postopkov na slabem glasu. Nekateri postopki, zlasti tožbe med različnimi državami cesarstva, so trajali tudi več sto let. Nekatere tožbe so ostale odprte do leta 1806, ko je bilo sodišče razpuščeno po propadu Svetega rimskega cesarstva. Resnici na ljubo je bilo nedavno ugotovljeno, da je bilo dolgotrajnost postopkov pogosto mogoče pripisati izgubi interesa vpletenih strank in da je bilo sodišče včasih veliko bolj učinkovito, kot se je domnevalo, saj je včasih razsodilo v samo nekaj dneh.
Nedavne raziskave so tudi pokazale, da so sodbe sodišča, zlasti v 18. stoletju, v marsičem predvidevale ustavno uveljavitev državljanskih svoboščin v Nemčiji. S sodbami sodišča sta bila v cesarstvu zakonsko uvedena na primer nedotakljivost lastnega stanovanja in svoboda trgovanja. V poznem 18. stoletju so nekateri sodobniki Cesarsko komorno sodišče celo primerjali z narodno skupščino v revolucionarni Franciji.

## Zgodovina
Ob ustanovitvi je imelo Cesarsko komorno sodišče sedež v Frankfurtu. Kasneje so ga preselili v Worms, Augsburg, Nürnberg, Regensburg, Speyer, Esslingen, spet Speyer (od 1527 do 1689) in končno v Wetzlar, dokler ga niso leta 1806 razpustili.
Od zgodnjega srednjega veka je obstajalo tudi Dvorno sodišče cesarstva, Hofgericht, ki mu je predsedoval sam cesar. To sodišče je bilo neposredno povezano s cesarjem, zato je prenehalo delovati, ko je bil cesar v tujini, in se je razpustilo, ko je umrl. V 15. stoletju je cesar izgubil toliko spoštovanja, da niti njemu niti njegovemu sodišču podaniki niso več zaupali. Njegovo mesto je prevzelo Komorno sodišče (Kammergericht).
Kammergerichtu je predsedoval cesar ali njegov namestnik. Sodišče je bilo še vedno cesarjevo osebno sodišče, vendar so bili njegovi člani zdaj uradniki cesarstva. V kasnejših letih vladavine Friderika III. je postala nujna ustanovitev novega in učinkovitega sodišča. Ustanovitev je bila ena od najnujnejših reform, o katerih se je razpravljalo med vladavino Maksimilijana I.
Pristojnosti sodišče so bile postopoma opredeljene s statutom. Razširile so se na kršitve javnega miru, primere samovoljnega odvzema (zaplembe) premoženja ali zapora, tožbe, ki so se nanašale na državno zakladnico, kršitve cesarjevih dekretov ali zakonov, ki jih je sprejel cesarski parlament, spore o lastnini med neposrednimi najemniki cesarstva ali podložniki različnih vladarjev in končno tožbe proti neposrednim najemnikom cesarstva, z izjemo kazenskih obtožb in zadev v zvezi s cesarskimi fevdi, ki jih je prevzel Dvorni svet.
Delovanje Reichskammergericht je trpelo zaradi konkurence Dvornega sveta. Slednjega so sestavljali cesarjevih osebni svetovalci in je delil pravico v cesarjevem imenu. Prekrivanje pristojnosti je bilo dokončno urejeno z Vestfalskim mirom leta 1648, ki je določil, da mora biti za obravnavo zadeve pristojno sodišče, ki je prvo obravnavalo zadevo.

## Sestava sodišča
Sestavo sodišča so določili tako cesar Svetega rimskega cesarstva kot deželni stanovi. Cesar je imenoval vrhovnega sodnika, vedno visokorojenega aristokrata, več vrhovnih sodnikov oddelkov in nekatere druge sodnike. Večino sodnikov so izbrali deželni stanovi. Prvotno je bila polovica sodnikov vitezov cesarstva, druga polovica pa diplomirani pravniki. Po letu 1548 so morali biti vsi sodniki diplomirani pravniki.